# Marcus Valerius Maximianus

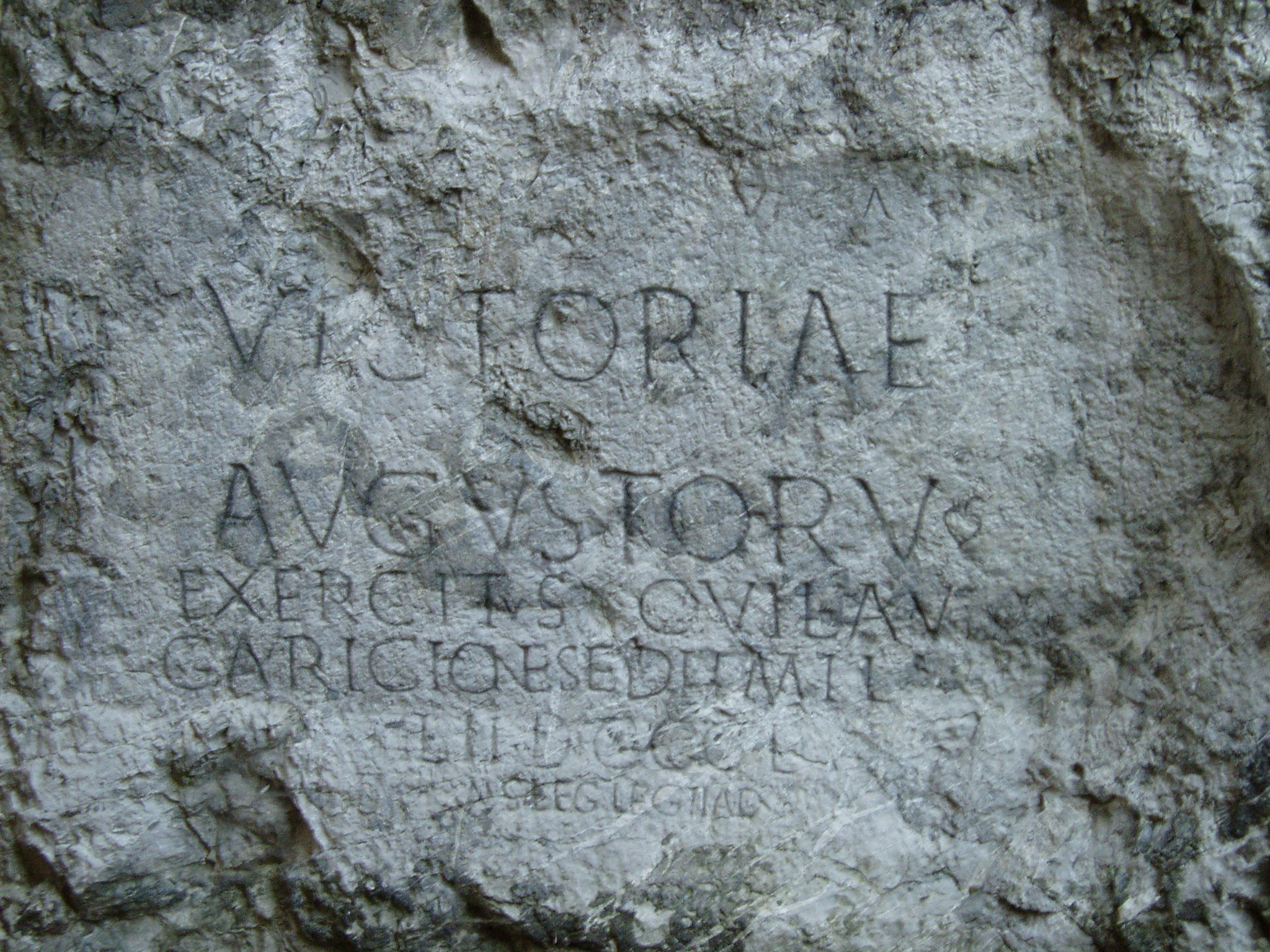
Die Inschrift aus Trenčín

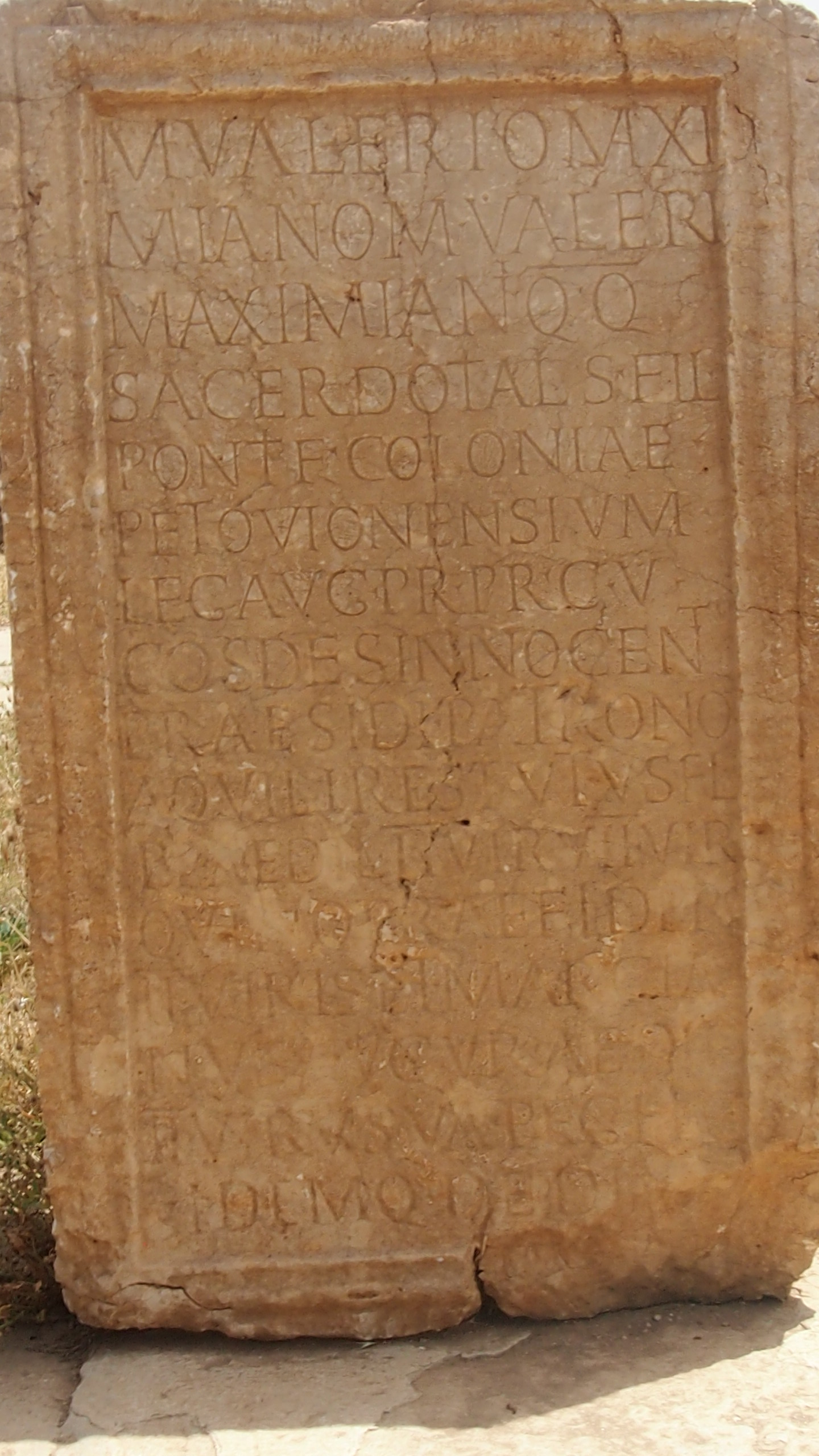
Eine der Inschriften aus Diana Veteranorum

Marcus Valerius Maximianus war ein im 2. Jahrhundert n. Chr. lebender Angehöriger des römischen Ritterstandes (Eques), der in den Senatorenstand aufstieg und schließlich Konsul wurde. Durch eine Inschrift, die in Diana Veteranorum gefunden wurde und die auf 183/185 datiert wird, sind einzelne Stationen seiner Laufbahn bekannt.
Maximianus wurde wahrscheinlich zwischen 130 und 140 geboren und stammte aus Poetovio in der Provinz Pannonia superior. Er war in seiner Heimatstadt zunächst Pontifex. Danach erhielt er auf Staatskosten ein Pferd (equo publico) und gehörte damit zu einer besonderen Gruppe innerhalb des Ritterstandes. Seine anschließend folgende militärische Laufbahn ging über die für einen Angehörigen des Ritterstandes üblichen Tres militiae hinaus. Zunächst übernahm er als Präfekt die Leitung einer Cohors I Thracum. Danach wurde er Tribun der Cohors I Hamiorum civium Romanorum, die zu dieser Zeit vermutlich in der Provinz Syria stationiert war. Dort wurde ihm darüber hinaus die Aufgabe übertragen, während des Partherkriegs des Lucius Verus die römischen Nachschublinien entlang der Südküste des Schwarzen Meeres zu sichern (praepositus orae gentium Ponti Polemoniani). Dafür erhielt er Auszeichnungen (donis donato bello Parthico).
Möglicherweise kehrte er nach Beendigung des Partherkriegs für einige Zeit in seine Heimatstadt zurück. Im Anschluss wurde er von Mark Aurel (161–180) ausgewählt und an die Front in Germanien geschickt (adlecto […] et misso in procinctu Germanicae expeditionis), um auf der Donau von Germanien aus Nachschub zu den Truppen in den beiden pannonischen Provinzen zu bringen. Um diesen Auftrag durchführen zu können, wurden ihm im Rang eines Praepositus mehrere Einheiten aus Flotte und Armee unterstellt. Dies waren im Einzelnen Vexillationen aus den beiden Hauptflotten, die in Misenum und Ravenna stationiert waren sowie aus der Classis Britannica; dazu kamen noch ausgewählte nordafrikanische und maurische Reiter für Aufklärungs- und Erkundungszwecke (ad curam explorationis Pannoniae).
Nachdem er diese Aufgabe erfüllt hatte, folgte als dritte Stufe der Tres militiae das Kommando als Präfekt der Ala I Aravacorum, die in der Provinz Pannonia superior stationiert war. Mit dieser Einheit kämpfte er im ersten Markomannenkrieg um 173 gegen Germanen (in procinctu Germanico), wobei er mit eigener Hand einen Anführer des Volksstamms der Narister namens Valao tötete (quod manu sua ducem Naristarum Valaonem interemisset). Dafür wurde er vom Kaiser vor der Truppe öffentlich gelobt (coram laudato) und er erhielt als Belohnung das Pferd, die Phalerae und die Waffen seines besiegten Gegners (equo et phaleris et armis donato). Darüber hinaus wurde ihm als zusätzliche Auszeichnung sein viertes Kommando über eine Auxiliareinheit (quartae militiae) als Präfekt der Ala Contariorum verliehen. Mit dieser Einheit nahm er an weiteren Kämpfen teil und erhielt um 175 erneut Auszeichnungen (donis donato bello Germanico Sarmatico).
Im Anschluss wurde er zum Praepositus eines Reiterkorps im Rang eines Centenarius (honore centenariae dignitatis) ernannt; dieser Posten war mit einem Jahreseinkommen von 100.000 Sesterzen verbunden. Mit diesem Korps, das aus Reitern der zuvor besiegten Markomannen, Narister und Quaden bestand, wurde er in den Osten des römischen Reiches entsandt, um an der Niederschlagung der Usurpation des Avidius Cassius teilzunehmen (ad vindictam Orientalis motus pergentium). Nach seiner Rückkehr wurde er mit erhöhtem Gehalt (aucto salario) Procurator in der Provinz Moesia inferior; damit übernahm er sein erstes Amt in der staatlichen zivilen Verwaltung. Gleichzeitig wurde er vom Kaiser aber erneut mit militärischen Aufgaben betraut, um als Praepositus von Vexillationen unbekannter Einheiten gegen Räuber aus dem Volksstamm der Brisei (Briseorum latronum) vorzugehen, die an der Grenze zu den Provinzen Macedonia und Thracia ihr Unwesen trieben. Danach wurde er Procurator in weiteren Provinzen, zunächst in Moesia superior und dann in Dacia Porolissensis.
Während der gemeinsamen Regierungszeit von Mark Aurel und Commodus (Sacratissimis Impperatoribus) wurde er im Range eines Praetors in den Senatorenstand aufgenommen und sogleich zum Kommandeur (Legatus) der Legio I Adiutrix ernannt, die in der Provinz Pannonia superior stationiert war. Als Nächstes wurde er Legatus der Legio II Adiutrix, die in Pannonia inferior stationiert war. Als Praepositus von Vexillationen überwinterte er (hiemantium) um 179/180 in Laugaricio, dem heutigen Trenčín, 120 km nördlich der Donau und damit tief im Feindesland. Dieser Aufenthalt ist noch durch eine weitere Inschrift belegt, die bei Trenčín gefunden wurde. Danach wurde er noch Kommandeur der Legionen V Macedonica in Dacia Porolissensis, I Italica in Moesia inferior und XIII Gemina in Dacia (in dieser Reihenfolge). Bei Apulum, dem Standort der XIII Gemina, wurde eine Weihinschrift gefunden, die er dem Gott Mithras widmete. Von Commodus erhielt er nach dem Tode Mark Aurels weitere Auszeichnungen für seine Leistungen im zweiten Markomannenkrieg (donis donato […] expeditione secunda Germanica).
Zum Ende seiner Laufbahn wurde er Statthalter (Legatus Augusti pro praetore) in der Provinz Africa und damit gleichzeitig Befehlshaber der Legio III Augusta. An mehreren Orten in Nordafrika wurden weitere Inschriften gefunden, die er errichten ließ oder die ihm zu Ehren errichtet wurden. Den Höhepunkt seiner Karriere bildete die Ernennung zum Konsul; in einigen Inschriften aus Nordafrika wird er als consul designatus bzw. als consul bezeichnet. Vermutlich wurde er zwischen 183 und 185 Suffektkonsul und übte das Amt in absentia aus, während er Statthalter war.
Aus zwei Inschriften geht hervor, dass sein gleichnamiger Vater Magistrat (quinquennalis) und Priester (sacerdotalis) war. Die Ehefrau von Maximianus, Ulpia Aristonica, ist in drei Inschriften aufgeführt.